# Homidiana echenais
Espèce
Synonymes
- Coronis echenais Hopffer, 1856

Homidiana echenais est une espèce de lépidoptères de la famille des Sematuridae.